# Пушман, Юлия
Ю́лия Пу́шман (настоящее имя — Ю́лия Росто́мовна Басюл, при рождении Гогити́дзе; род. 28 декабря 1997, Москва) — российский  видеоблогер, певица, телеведущая и актриса. Наиболее известна стала снимая видео с дачи в тандеме с лучшей подругой видеоблогершей Кариной Каспарянц. Пушман стала кумиром подростков 2010-х годов наравне с такими видеоблогерами как Ивангай и Саша Спилберг.

## Биография
Родилась 28 декабря 1997 года в Москве.
По папиной линии является грузинкой, по маминой – русская.
В 2013 году начала свою карьеру на YouTube с видеороликов в жанрах: влог, ответы на вопросы, «Что в моей сумке?», Draw My Life и рум-тур.
В 2016 году снялась в фильме Тимура Бекмамбетова «Взломать блогеров» — картина о популярных ютуберах снята в жанре комедии. Главные роли в ленте исполнили и другие популярные видеоблогеры: Ивангай, Марьяна Ро и Саша Спилберг.
В 2017 году начала свою музыкальную карьеру, выпустив свой первый сингл под названием «Почему».
В начале 2022 года пережила замершую беременность, о чём сообщила в видео на своём YouTube-канале.

## Личная жизнь
Некоторое время[какое?] встречалась с Фарухом Раджабовым, более известным как Фара, с которым они учились в одной школе. Пара рассталась в конце 2016 года. 
В 2017 году начала встречаться с певцом Славой Басюлом, с которым познакомилась на съемках его клипа. 1 августа 2021 года пара поженилась.
6 июля 2023 года у Юлии и Славы родилась дочь Анна Вячеславовна Басюл.

## Фильмография
- 2016 — «Взломать блогеров»[4];
- 2017 — «Ёлки 5»[4].

## Дискография
По информации из Spotify:

### Личные синглы
- 2017 — «Почему»;
- 2018 — «Двигай»;
- 2018 — «Зависимая»;
- 2020 — «Запрещённая»;
- 2020 — «Пушка»;
- 2021 — «Эй, бой».

### Участие
- 2018 — «Влечение» (сингл Славы Басюла).
- 2020 — Шоу «Вторая Половинка» на Youtube

## Рейтинги
В 2016 году вошла в рейтинг YouTube десяти самых влиятельных девушек-блогеров.

## Премии
- 2021 — Лучшая блогерская пара: Юля Пушман и Слава Басюл (Like Influencer Awards)[13].